# Ligne de Seclin à Seclin-Annexe
La ligne de Seclin à Seclin-Annexe était une courte ligne ferroviaire française non électrifiée à voie unique reliant la gare de Seclin à Seclin-Annexe (50° 33′ 05,38″ N, 3° 01′ 18,18″ E). La ligne a été déclassée le 5 mai 1988.
Elle constitue la ligne no  265 029 du réseau ferré national.

## Historique
La ligne a été transformée en chemin de randonnée. Quelques rails subsistent encore dans le macadam, là où la ligne croisait les rues.